# 富永鴻

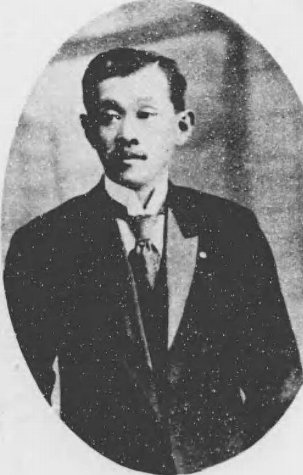
富永鴻

富永 鴻（とみなが こう、1880年（明治13年）12月13日 - 1937年（昭和12年）5月15日）は、日本の内務・警察官僚。官選県知事、長崎市長。

## 経歴
静岡県城東郡、のちの大須賀村（小笠郡横須賀町、大須賀町を経て現掛川市）出身。衆議院議員・富永発叔の二男として生まれ、富永ひでの養子となる。第三高等学校を卒業。1905年、東京帝国大学法科大学を卒業。1906年11月、文官高等試験行政科試験に合格。内務省に入省し台湾課属となる。
以後、鹿児島県事務官、兵庫県事務官、神奈川県事務官、同県港務部長、徳島県警察部長、宮城県警察部長、石川県内務部長、山梨県内務部長などを歴任。
1921年6月、佐賀県知事に就任。1924年7月、長崎県知事に転任。1927年3月に辞任し退官。長崎市長に就任し、1931年3月まで在任。その後、長崎商工会議所顧問、大日本人造肥料監査役を務めた。

## 栄典
- 1927年（昭和2年）4月21日 - 正四位[7]

## 親族
父親の富永發叔（辰次郎，1833～1919年）は横須賀藩目付役・普請奉行等を経て、維新後民部省・工部省・三潴県・長崎県などの官吏を歴任し、明治35年に衆議院議員となった。
姉の計伊（銈）は園田孝吉の妻、もう一人の姉トシの子に河津暹。妻の愛は札幌病院長馬島讓の娘で、その兄馬島渡は北海道拓殖銀行重役、姉たちは宮内省侍医の田澤敬輿、農商務省特許局長の崎川才四郞、工学博士五十嵐秀助の長男などに嫁いだ。